# دنیس فایرابند
دنیس فایرابند (انگلیسی: Denise Feierabend؛ زادهٔ ۱۵ آوریل ۱۹۸۹) اسکی‌باز آلپاین اهل سوئیس است.